# Lester K. Little
Lester K. Little (* 1935) ist ein US-amerikanischer Historiker, der unter anderem zur Geschichte der Pest forscht. Er lehrte am Smith College.

## Forschungsbereich
Er hat mehrere Bücher über die Sozialgeschichte der Religion und der religiösen Bewegungen im europäischen Mittelalter geschrieben. Besonders in der Pestforschung ist er hervorgetreten: Seine Sammlung von 12 Aufsätzen über die Geschichte, Archäologie und Epidemiologie der sogenannten Pest von Justinian behandelt eine der ersten historisch dokumentierten Pandemien.
Er arbeitet auch über die Geschichte der Migration: Sein Buch Indispensable Immigrants ist den Weinträgern Norditaliens und ihrem Patron (einem hl. Albert) gewidmet. Ebenso arbeitete er über die Identitätsbildung der Japaner im Schatten des chinesischen Reiches, der Araber im persischen und byzantinischen Reich und der Europäer (Kelten und Deutsche) im römischen Reich.
Seine religionsgeschichtlichen Untersuchungen analysieren die sogenannte „Reformation des zwölften Jahrhunderts“ und den Aufstieg der päpstlichen Monarchie.

## Rezeption
Littles direkter Sprachstil, seine weitreichende Beherrschung der historischen Themen Religion und Gesellschaft, seine Berücksichtigung der Volksfrömmigkeit und schließlich der Kultur- und Wirtschaftsgeschichte bringen ihm hohes Ansehen. Little gilt „allen mit Recht als großzügiger Wissenschaftler“ (rightly known to all as a generous scholar). In ihrer Rezension eines von Little herausgegebenen Sammelbands stellte Clare Pilsworth fest, dass die „große Stärke“ (great strength) der Aufsatzsammlung Plague and the End of Antiquity in der breit gestreuten geographischen Auswahl der Themen lag, aber auch in der „erstaunlichen Vielfalt der Quellen und Zugänge“ (startling variety of sources and approaches).
Rudolph Bell nannte das Spätwerk Littles über die Weinträger von Norditalien „ein reines Vergnügen, ideal als Freizeitlektüre für alle Historiker, unabhängig von ihrer zeitlichen oder geographischen Spezialisierung, ein Zeugnis für die Freude an unserem Beruf“ (a sheer delight, perfect for leisure reading by all historians no matter their chronological or geographic specialization, a testament to the joys of what we do).
Sein Buch über Verfluchungen in der Romanik (Benedictine Maledictions) wurde allerdings von Roger Reynolds kritisiert, der zusammenfassend feststellte, dass die Malediktionen weder primär klösterlich noch französisch noch „romanisch“ waren.

## Akademische Lehrstellen und Auszeichnungen
Little ist emeritierter Professor für Geschichte und Senior Fellow des Kahn Liberal Arts Institute am Smith College. Er ist ehemaliger Direktor der American Academy in Rom, ehemaliger Präsident der Medieval Academy of America und ehemaliger Präsident der International Union of Institutes of Archaeology, Art History and History in Rom. Von 2000 bis 2005 war er Mitglied des Vorstands der Kommission für den Bildungs- und Kulturaustausch zwischen Italien und den Vereinigten Staaten.
Er hielt, zusätzlich zur Arbeit am Smith College, im Jahr 2009 eine Lehrveranstaltung zur Geschichte und Biologie der Pest am Dartmouth College.
2011 schrieb er, dass Seuchenspezialisten Druck stünden, um vorauszusehen, welche Formen von bioterroristischen Waffen zur Verbreitung von Y. pestis über dicht besiedelte Gebiete in Entwicklung seien, um geeignete Präventiv- und Heilungsmaßnahmen dagegen zu ergreifen.
Little hat in Veröffentlichung hinterfragt, ob die Pest die Ursache für jene Pandemien war, die als Schwarzer Tod im 14. Jahrhundert und als Justinianische Pest vom sechsten bis achten Jahrhundert bekannt waren. Er untersuchte dabei Arbeiten von Bakteriologen und kommentiert mehrere Studien an menschlichen Knochen und Zähnen, um auf den Erreger und das Antigen zu testen.

## Veröffentlichungen (in Auswahl)
- Indispensable Immigrants: The wine porters of northern Italy and their saint (Manchester University Press, 2015).
- Als Herausgeber: Plague and the End of Antiquity: the Pandemic of 541–750 (Cambridge University Press, 2007).
- Gemeinsam mit Barbara H. Rosenwein: Debating the Middle Ages: Issues and Readings (John Wiley & Sons, 1998).
- Benedictine Maledictions: Liturgical Cursing in Romanesque France (Cornell University Press, 1993).
- Liberty, Charity, Fraternity: Lay Religious Confraternities at Bergamo in the Age of the Commune (Smith College Publications, 1988).
- Religious Poverty and the Profit Economy in Medieval Europe (Cornell University Press, 1978).
- Nature, Man, and Society: New Theological Perspectives in the Latin West (Übersetzung von Marie-Dominique Chenu, La theologie au 12e siecle) (1968).